# Stovbîna Dolîna, Novi Sanjarî
Stovbîna Dolîna (în ucraineană Стовбина Долина) este localitatea de reședință a comunei Stovbîna Dolîna din raionul Novi Sanjarî, regiunea Poltava, Ucraina.

## Demografie
Componența lingvistică a localității Stovbîna Dolîna
     Ucraineană (94,96%)
     Rusă (3,53%)
     Belarusă (1,26%)
     Alte limbi (0,25%)
Conform recensământului din 2001, majoritatea populației localității Stovbîna Dolîna era vorbitoare de ucraineană (94,96%), existând în minoritate și vorbitori de rusă (3,53%) și belarusă (1,26%).